# Pierre-Antoine Gatier
 (mars 2022).
Il peut être nécessaire de l'améliorer pour respecter le principe de neutralité de point de vue. Veuillez consulter la page de discussion pour plus de détails.

Pierre-Antoine Gatier, né en 1959 à Boulogne-Billancourt, est un architecte français. Il est architecte en chef des monuments historiques depuis 1990 et inspecteur général des monuments historiques depuis 2003.

## Biographie
Né en 1959 en région parisienne. Son père était architecte et sa mère traductrice de grande littérature japonaise. Pierre-Antoine Gatier est diplômé de muséologie à l’École du Louvre en 1983, Architecte D.P.L.G en 1984 et diplômé de l’École de Chaillot en 1987.
Il est major du concours d'architecte en chef des monuments historiques en 1990.
Il devient architecte en chef des monuments historiques en 1990 et inspecteur général des monuments historiques en 2003.
Il devient également Docteur en Architecture de l'université Paris-Est, École doctorale « Ville, transports, territoires » (ED 528), sous la direction de  Jean-Paul Midant, par valorisation des acquis de l'expérience (VAE), et un essai sur le thème :  Restaurer pour conserver l'architecture expérimentale du XXe siècle . « Amoureux du béton », comme l'écrit Le Journal des arts (ou tout au moins des ouvrages emblématiques des siècles récents), il y évoque notamment ses travaux sur des édifices tels que la Villa Hennebique à Bourg-la-Reine (édifice du début du XXe siècle), la villa E-1027 à Roquebrune-Cap-Martin et la maison La Roche à Paris datant l'une et l'autre des années 1920, ou encore, parmi d'autres, la villa Médicis à Rome pour sa partie revue par Balthus dans les années 1960 et 1970,,.
Il a été responsable du Domaine de Chantilly entre 2005 et 2020[réf. souhaitée].
Il est actuellement responsable de la Villa Médicis et des Pieux Établissements de la France à Rome, du théâtre lyrique de l’Opéra Comique – (Salle Favart (Paris IIe), du 5e arrondissement de Paris, du Panthéon, de Saint-Pierre-et-Miquelon, de La Réunion et de Mayotte[réf. souhaitée].
Il est inspecteur général en régions Auvergne-Rhône-Alpes, Centre-Val de Loire, Guadeloupe, Guyane et Martinique et du Château de Fontainebleau (Seine-et Marne)[réf. souhaitée].
Il vient d’achever la restauration de la Bourse de Commerce – Pinault Collection avec Tadao Ando Architect and Associates, et NeM / Niney et Marca Architectes[réf. souhaitée].
Il conduit actuellement la XXe campagne de repeinture de la Tour Eiffel[réf. souhaitée].

## Comités
- Membre de la Commission nationale du patrimoine et de l'architecture[7].
- Ancien membre du Conseil National des Parcs et Jardins[8] (actuelle Commission nationale du patrimoine et de l'architecture, section 7 parcs et jardins).
- Ancien Président de la Compagnie des Architectes en Chef des Monuments Historiques] 1996-2000[9].

## Enseignement
- Università Iuav di Venezia, Venise (IUAV) – École d’Architecture – 2015 - Visiting professor chargé d’un studio d’architecture pour les élèves de Master.
- New-York Institute of Technology (NYIT) – School of Architecture and Design – 2012 - Visiting professor chargé d’un studio d’architecture pour les élèves de 3e année[10].
- Centre des Hautes Études de Chaillot, Paris - chargé des cours d’histoire et de restauration des matériaux modernes (le béton, le fer et l’acier).
- École nationale supérieure d'architecture de Paris-Belleville - maître de conférence rattaché des ENSA dans le cadre du DSA « Architecture et Patrimoine »[11].

## Principaux projets: restaurations et aménagements
- Opéra-Comique de Paris[6];
- Église Saint-Germain-des-Prés à Paris[12] ;
- Église Saint-Louis de Vincennes[13] ;
- Fondation Alberto et Annette Giacometti à Paris[14] en collaboration avec Pascal Grasso, mandataire ;
- Hôtel des Intendants de Champagne, Préfecture de Châlons-en-Champagne[15] ;

## Distinctions
- Lauréat du Richard Morris Hunt Fellowship[16], (bourse de l’American Architectural Foundation), Washington DC et de la French Heritage Society, 1991[17].
- Officier de l'Ordre des Arts et des Lettres depuis le 1er janvier 2005[18].
- Chevalier de l’Ordre national de la Légion d'honneur par décret du 13 juillet 2007[19].
- Membre d'honneur de l'American Institute of Architects, Washington, États-Unis, 2012[20].
- Membre élu de l'Académie des Beaux-Arts, section architecture, depuis le 20 novembre 2019[21],[22],[23].